# Projekt X
Projekt X (ang. Project X) – amerykański film komediowy w konwencji found footage z 2012 roku w reżyserii Nimy Nourizadeh. Obraz wyprodukowany został przez Warner Bros. Zdjęcia kręcono w Los Angeles.

## Opis fabuły
Z okazji swoich siedemnastych urodzin Thomas (Thomas Mann) marzy o zorganizowaniu takiej imprezy, by wszyscy zapamiętali ją na całe życie. Chce, by rozsławiła go wśród rówieśników. Wspólnie z dwójką kumpli postanawiają, że ściągną też dziewczyny, u których nigdy nie mieli szans. Thomasa interesuje szczególnie Alexis (Alexis Knapp), wyjątkowo atrakcyjna piękność ze szkoły. Alexis wie, że mu się podoba i zaintrygowana jego śmiałością, decyduje się przyjść na urodziny. Kiedy zabawa powoli się rozkręca, kilka złych decyzji i niefortunne wybory sprawiają, że impreza przeistacza się dosłownie w zamieszki, a dom i okolica w pole bitwy.

## Obsada
- Thomas Mann jako Thomas
- Oliver Cooper jako Costa
- Jonathan Daniel Brown jako J.B.
- Kirby Bliss Blanton jako Kirby
- Alexis Knapp jako Alexis
- Dax Flame jako Dax

i inni

## Wyróżnienia
| Rok  | Nagroda          | Kategoria                  | Podmiot                                              | Wynik     | Źródło      |
| ---- | ---------------- | -------------------------- | ---------------------------------------------------- | --------- | ----------- |
| 2012 | MTV Movie Awards | Najlepszy występ komediowy | Oliver Cooper                                        | Nominacja | [ 2 ] [ 3 ] |
| 2012 | MTV Movie Awards | Best On-Screen Dirtbag     | Oliver Cooper                                        | Nominacja | [ 2 ] [ 3 ] |
| 2012 | MTV Movie Awards | Najlepsza muzyka           | „Pursuit of Happiness“ – Kid Cudi (Steve Aoki remix) | Nominacja | [ 2 ] [ 3 ] |